# 克里斯·德雷珀 (帆船运动员)
克里斯·德雷珀（英語：Chris Draper，1978年3月20日—），英国男子帆船运动员。他曾代表英国参加2004年夏季奥林匹克运动会帆船比赛，搭档西蒙·希斯科克斯获得49人型铜牌。